# Christa Czekay
Christa Czekay (née Elsler le 20 mars 1944 à Waldenburg et morte le 14 juin 2017) est une athlète allemande, spécialiste du 400 mètres.

## Biographie
Médaillée de bronze du relais 4 × 400 mètres lors des championnats d'Europe d'athlétisme 1969, elle remporte la médaille d'argent aux championnats d'Europe en salle 1971.
Le 19 septembre 1969, à Athènes, elle établit un nouveau record du monde du relais 4 × 400 mètres en compagnie de Antje Gleichfeld, Inge Bödding et Christel Frese, en 3 min 33 s 9.